# Гринграсс, Джесси
Джесси Гринграсс (англ. Jessie Greengrass; род. 1982) — британская писательница. За свой дебютный сборник рассказов стала лауреатом премии Сомерсета Моэма и премии Edge Hill Short Story Prize.

## Биография
Гринграсс изучала философию в Кембридже и Лондоне, проживает в Берике-апон-Туиде. В 2015 году опубликовала сборник рассказов «An Account of the Decline of the Great Auk, According to One Who Saw It». Издание The Independent назвало «The Account of the Decline of the Great Auk» «весьма оригинальным сборником от самобытного нового голоса в литературе». Он получил премию Сомерсета Моэма и Edge Hill Short Story Prize.
В 2018 году опубликовала свой первый роман под названием «Sight». В нем рассказывается о женщине, которая на протяжении всего романа остается безымянной, во время беременности вторым ребенком. Гринграсс включает биографические истории нескольких людей, в том числе братьев Люмьер, Зигмунда Фрейда, Вильгельма Рентгена и Джона Хантера, чтобы подчеркнуть центральные темы книги — размышления и анализ. Роман вошёл в шорт-лист Женской премии за художественную литературу 2018 года, в лонг-лист премии Wellcome Book Prize 2019 года и в шорт-лист Мемориальной премии Джеймса Тейта Блэка 2019 года.
Ее второй роман, «The High House», был опубликован в апреле 2021 года. В нем рассказывается о нетрадиционной семье, которая выживает во время климатического апокалипсиса в доме, подготовленном матерью, климатологом и активисткой, которая знает о грядущих наводнениях, но не переживет их. В 2021 году роман был включен в шорт-лист премии Costa Novel Award, премии Королевского литературного общества Encore Award, и Orwell Prize for Political Fiction.